# Dita Kraus
Pour les articles homonymes, voir Kraus.
Dita Kraus, née Edita Polachova le 12 juillet 1929 à Prague, est une survivante d'Auschwitz, connue comme la « bibliothécaire d'Auschwitz ».

## Biographie
Fille unique d'un professeur de droit, elle grandit dans une maison remplie de livres en français, allemand et tchèque. Elle découvre que sa famille est juive à l'âge de huit ans, ses parents ne lui en ayant jamais parlé avant. Son père est chassé de son travail lors de l'annexion de la Tchécoslovaquie par le Troisième Reich en 1939 et la famille est expulsée de son logement. En septembre, elle est envoyée à la campagne mais ses parents la font finalement revenir à Prague en 1940.
En 1941, ils sont de nouveau expulsés de l'appartement qu'ils partagent avec ses grands-parents et se retrouvent à partager un autre appartement avec une autre famille. Juive, la famille est déportée à Theresienstadt en novembre 1942 et Dita Kraus est séparée de ses parents. Pendant son internement, elle participe à des événements sportifs, chante dans un opéra produit dans le ghetto et prend des cours auprès d'une autre internée, la peintre Friedl Dicker-Brandeis.
Un an plus tard, en décembre 1943, Dita Kraus et ses parents sont envoyés dans le centre d'extermination d'Auschwitz-Birkenau au camp BIIB réservé aux familles, Dita avec le numéro 73305 tatoué sur son bras. Six semaines après leur arrivée, son père meurt de faim à l'âge de 44 ans. À Birkenau, elle vit dans le bloc 31  réservé aux enfants   qui est géré par Fredy Hirsch, un Tchécoslovaque, ancien instructeur de sport originaire de Prague. Il y crée une école clandestine et réussit à rassembler huit livres dont un atlas de géographie, un traité élémentaire en géométrie, Le Comte de Monte-Cristo d'Alexandre Dumas, un dictionnaire de russe, un roman de Karel Čapek, un autre de H. G. Wells et Les nouveaux chemins de la thérapie psychanalytique  de Sigmund Freud. Fredy Hirsch, assisté de Dita qui est chargée de cacher les huit livres de cette bibliothèque clandestine, organise des rencontres entre les enfants et des déportés plus âgés pour que ces derniers puissent transmettre leurs connaissances. Le 8 mars 1944, la moitié des enfants du bloc sont envoyés à la chambre à gaz. Deux mois plus tard, Dita est envoyée dans un camp de travail à Hambourg avec sa mère puis, en mars 1945, à Bergen-Belsen. Quelques semaines avant son seizième anniversaire, elle est libérée par l'Armée britannique, mais sa mère meurt le 29 juin 1945,.
En juin 1945, Dita rentre à Prague où elle retrouve sa tante et sa grand-mère qui ont survécu au génocide juif. Elle épouse Otto Kraus — un autre membre du bloc des enfants à Auschwitz qu'elle a retrouvé dans une queue à Prague — en 1947 et le couple émigre dans un kibboutz près d'Hadera (Israël) en 1949. Devenue professeure d'anglais, elle enseigne dans une école près de Netanya.

## Dans la littérature
L'auteur espagnol Antonio Iturbe s'inspire de sa vie pour l'écriture du roman La Bibliothécaire d'Auschwitz (La Bibliotecaria de Auschwitz) publié à l'origine en 2012 et traduit en français en 2020. Les mémoires de Dita Kraus sont publiées en anglais sous le titre A Delayed Life en février 2020 puis en français chez Michel Lafon en août 2020 sous le titre Moi, Dita Kraus, la bibliothécaire d'Auschwitz,,.
Une adaptation du roman d'Antonio Iturbe existe sous forme d'une bande dessinée, fruit de sa rencontre avec Salva Rubio et Loreto Aroca (publiée en Espagne en 2021, "La bibliothécaire d'Auschwitz" en France en 2022 - Editions "rue de sèvres".)
Alberto Manguel fait référence à sa bibliothèque pour enfants dans son ouvrage La bibliothèque, la nuit.